# East Orange
East Orange é uma cidade localizada no estado americano de Nova Jérsia, no Condado de Essex.

## Demografia
Segundo o censo americano de 2000, a sua população era de 69.824 habitantes.
Em 2006, foi estimada uma população de 67.247, um decréscimo de 2577 (-3.7%).

## Geografia
De acordo com o United States Census Bureau tem uma área de 10,2 km², dos quais 10,2 km² cobertos por terra e 0,0 km² cobertos por água.

## Localidades na vizinhança
O diagrama seguinte representa as localidades num raio de 8 km ao redor de East Orange.